# San Román de la Llanilla
San Román de la Llanilla es una localidad que pertenece al municipio de Santander (Cantabria, España) desde 1837 y que se encuentra en la zona oeste de la ciudad y dista del centro de Santander unos 5 kilómetros. 14 699 son los habitantes de este núcleo en el año 2024, según el INE.
Se compone de diferentes barrios: La Torre, Somonte, Corbán, El Somo, La Llanilla, El Mazo, Canda Landáburu, Lavapiés, La Gloria, La Sierra, La Candia, Corceño, La Cuevona, Pintores Montañeses, La Garita, La Canal, El Campizo, La Sota, La Regata y La Cavaduca.
Aquí se encuentra el Cementerio de Ciriego (cementerio municipal de Santander) y el seminario de Monte Corbán. En el barrio de Somonte se ubica también la depuradora de aguas de Santander, de reciente construcción. Por la zona de San Román de la Llanilla discurre el arroyo de la Tejona, el cual desemboca en la ría de San Pedro del Mar en La Maruca.

## Desarrollo
Antiguamente su situación en el extrarradio de la ciudad lo convertía en un pueblo de agricultores y ganaderos con escasa población (en el primer censo del 29 de enero de 1710 había diez: ocho vecinos y dos viudas). Actualmente se ha convertido en una zona residencial de alto crecimiento demográfico dada su cercanía a la ciudad, con la construcción de varias urbanizaciones.

## La Virgen del Mar

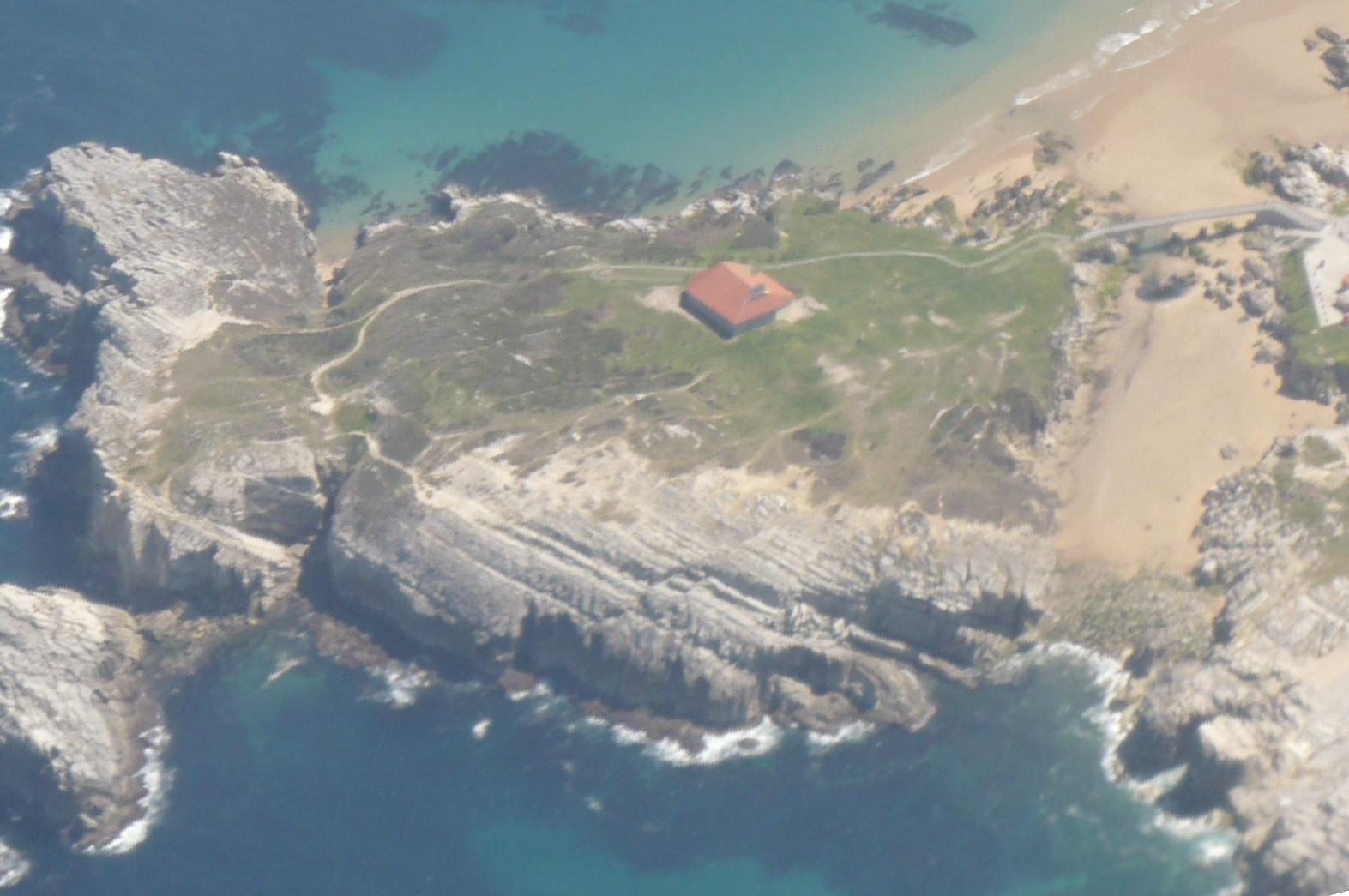
Isla de la Virgen del Mar.

En esta localidad se encuentra la isla de la Virgen del Mar, donde se ubica la ermita homónima rodeada de acantilados y de una preciosa playa. También tiene una iglesia advocada a San Román, del siglo XVII.

## Fiestas
Se celebra en la Virgen del Mar la fiesta de la Patrona en el mes de junio, mientras que en el primer fin de semana de agosto se celebran las fiestas del Patrón (San Román) organizadas por la Asociación San Román en Acción.

## Deportes
En esta localidad se ubica el campo municipal de San Román, instalación deportiva que utilizan el Independiente (División de Honor) para la práctica del rugby y el Rayo Cantabria (Tercera División) y el Juventud Atlético San Román (Primera Regional) para la práctica del fútbol.
En atletismo, el CA Olimpia San Román fue subcampeón de Cantabria de clubs en categoría femenina (año 2006).